# Je veux donner ma voix
Chansons représentant la France au Concours Eurovision de la chanson
Où aller
(1998) On aura le ciel
(2000)
Je veux donner ma voix est une chanson interprétée par la chanteuse française Nayah pour représenter la France au Concours Eurovision de la chanson 1999 qui se déroulait à Jérusalem, en Israël.

## Concours Eurovision de la chanson
Elle est intégralement interprétée en français, langue nationale. Les artistes sont toutefois libres d'interpréter leur chanson dans la langue de leur choix depuis 1999.
Il s'agit de la dixième chanson interprétée lors de la soirée, après Michael Teschl (en) et Trine Jepsen (da) qui représentaient le Danemark avec This Time I Mean It (en) et avant Marlayne qui représentait les Pays-Bas avec One Good Reason (en). À l'issue du vote, elle a obtenu 14 points, se classant 19e sur 23 chansons,. 

## Liste des titres
| 1. | Je veux donner ma voix  | Gilles Arcens, Luigi Rutigliano | Pascal Graczyk, René Colombies |  |
| 2. | Même s'il faut du temps | Gilles Arcens, Luigi Rutigliano | Pascal Graczyk, René Colombies |  |

## Classement
| Classement (1999) | Meilleure position |
| ----------------- | ------------------ |
| France (SNEP)     | 100                |

## Historique de sortie
| Pays   | Date | Format    | Label       |
| ------ | ---- | --------- | ----------- |
| France | 1999 | CD single | Pomme Music |